# Wieńczysław Barański
Wieńczysław Barański (ur. 19 września 1908 w Solcu nad Wisłą, zm. 8 sierpnia 1970 w Maindenhead Berk's w Wielkiej Brytanii) – major pilot Polskich Sił Powietrznych, kawaler Krzyża Srebrnego Orderu Wojennego Virtuti Militari. Awansowany do stopnia podpułkownika przez władze emigracyjne po 1947 roku.

## Życiorys
Syn Stanisława i Zofii z Pierzchalskich. W 1929 ukończył Gimnazjum Państwowe im. Ks. Adama Czartoryskiego w Puławach i 14 października wstąpił do Wojska Polskiego i rozpoczął służbę w 25. pułku piechoty. W 1930 ukończył z wynikiem bardzo dobrym Szkołę Podchorążych Piechoty w Ostrowi Mazowieckiej (39 promocja). W 1932 ukończył Szkołę Podchorążych Lotnictwa jako obserwator z 10 lokatą, a w 1933 kurs pilotażu w Dęblinie. Z wyróżnieniem zaliczył wyższy kurs pilotażu  w Grudziądzu. 
Od 1933 pilot 113 eskadry myśliwskiej, a następnie od 14 grudnia 1938 jej dowódca w 1 pułku lotniczym w Warszawie. Przed wybuchem wojny został zakwalifikowany na kurs do Wyższej Szkoły Lotniczej, ale niemiecki atak na Polskę uniemożliwił rozpoczęcie nauki.
W wojnie obronnej Polski 1939 dowodził ww. eskadrą w ramach Brygady Pościgowej. 6 września zestrzelił zespołowo 2 samoloty nieprzyjaciela – 1 He 111 i 1 Ju 87 oraz prawdopodobnie kolejny He-111 (brak potwierdzenia). Po zakończeniu walk 18 września, wraz z rzutem kołowym eskadry, ewakuował się do Rumunii, a stamtąd do Francji. 
W 1940 we Francji był dowódcą klucza myśliwskiego (Klucz Frontowy „Ba” przy GC III/6), wspólnie z ppor. Jerzym Radomskim 1 czerwca odniósł kolejne zwycięstwo powietrzne nad He 111. Po klęsce Francji przeleciał samolotem do Północnej Afryki i przez Gibraltar przedostał się do Wielkiej Brytanii, gdzie wstąpił do Polskich Sił Powietrznych i otrzymał numer służbowy RAF P-0249, przeszedł szkolenie w do 5 OTU (Operational Training Unit) w Aston Down. Walczył od 9 października 1940 w 607 dywizjonie myśliwskim RAF, a następnie 12 listopada został przydzielony do polskiego 303 dywizjonu myśliwskiego. 23 lutego 1941 roku został przydzielony do 316 dywizjonu myśliwskiego na stanowisko dowódcy eskadry „A”. 19 sierpnia brał udział w osłanianiu rajdu na Dieppe. W lipcu 1941 objął stanowisko oficera naprowadzania na naziemnym stanowisku dowodzenia dywizjonu 316. W lipcu 1942 został przeniesiony na takie samo stanowisko w 308 dywizjonie myśliwskim. 25 sierpnia 1942 został mianowany dowódcą eskadry „A” w 302 dywizjonie myśliwskim.
Jako kapitan pilot od 17 maja 1943 dowodził 302 dywizjonem myśliwskim. 17 października 1943 zdał stanowisko dowódcy dywizjonu i został oficerem łącznikowym w 12 Grupie Myśliwskiej RAF. 1 kwietnia 1944 rozpoczął studia na V kursie Wyższej Szkoły Lotniczej, które ukończył w listopadzie tego samego roku. Następnie został na tej uczelni wykładowcą taktyki w katedrze lotnictwa myśliwskiego. Wojnę zakończył w stopniu majora. W następnym okresie awansowany do stopnia podpułkownika.
Po rozformowaniu Polskich Sił Powietrznych na Zachodzie pozostał na emigracji w Wielkiej Brytanii, gdzie zmarł 8 sierpnia 1970 roku. Został pochowany na cmentarzu Braywick.
Sklasyfikowany na Liście Bajana na pozycji 219.

## Zwycięstwa powietrzne
6 września 1939 – 1/3 Heinkel He 111

6 września 1939 – 1/5 Junkers Ju 87

1 czerwca 1940 – 1/2  Heinkel He 111

## Ordery i odznaczenia
- Krzyż Srebrny Orderu Virtuti Militari nr 8522
- Krzyż Walecznych (nadany trzykrotnie)
- Medal Lotniczy (nadany trzykrotnie)
- Polowa Odznaka Pilota